# Aechmea magdalenae
Aechmea magdalenae är en gräsväxtart som först beskrevs av Éduard-François André, och fick sitt nu gällande namn av Éduard-François André och John Gilbert Baker. Aechmea magdalenae ingår i släktet Aechmea och familjen Bromeliaceae. Inga underarter finns listade i Catalogue of Life.